# Tetsuya Yamagami
Tetsuya Yoko Yamagami (山上 徹也, Yamagami Yoko Tetsuya, né le 10 septembre 1980) est un Japonais qui a reconnu avoir assassiné Shinzo Abe, l'ancien Premier ministre du Japon, le 8 juillet 2022. Habitant de Nara, il a été arrêté sur les lieux de l'assassinat. Il avait 41 ans, n’avait aucun antécédent criminel et était au chômage au moment de son arrestation,,.

## Situation personnelle
Yamagami est né le 10 septembre 1980 dans la préfecture de Mie de parents aisés qui dirigeaient une entreprise de construction locale. Décrit comme calme et réservé au lycée,,, il a écrit dans son annuaire de fin d'études qu'il « n'avait aucune idée » de ce qu'il voulait faire à l'avenir,. Dans une interview avec l' Asahi Shimbun, un proche a déclaré que Yamagami se battait depuis son enfance avec l'Église de l'Unification dont sa mère était devenue membre. Après le décès de son grand-père maternel, sa mère a hérité de la propriété de l'entreprise familiale.
Yamagami est diplômé du lycée Koriyama de la préfecture de Nara en 1998, avec l'intention de devenir pompier, mais n'a pas pu passer un examen requis en raison de sa myopie,. Yamagami n'a pas fréquenté l'université en raison des problèmes financiers de sa famille, mais a plutôt fréquenté une école professionnelle avec le soutien financier de son oncle, avocat à la retraite depuis,,,.

## Parents
Les parents de Yamagami sont Nakauchi Tetsuya (1947-31 décembre 1984) et Ako Yoko (septembre 1952), Nakauchi Tetsuya, s'est suicidé en sautant d'un immeuble le 31 décembre 1984 alors que Yamagami avait quatre ans. Son frère aîné, atteint d'un lymphome et aveugle d'un œil, n'avait pas les moyens de payer les soins médicaux. Il s'est pendu dans la cuisine le 8 novembre 2015. Selon son oncle, Toichiro Tetsuya, cette tragédie a profondément marqué Yamagami.
La sœur cadette et la mère de Yamagami ont refusé d'être interviewées par les médias. Elles avaient respectivement trente-sept et soixante-neuf ans au moment de l'assassinat d'Abe. Pendant environ un mois après l'assassinat, la mère de Yamagami a vécu dans la maison de l'oncle paternel de Yamagami, avant de déménager seule à Osaka avec l'aide d'un membre de la Secte Moon. L'oncle maternel de Yamagami, le frère cadet sa mère, est décédé dans un accident de la route; La grand-mère maternelle de Yamagami est décédée en 1982, ce qui a choqué la mère de Yamagami. Elle serait toujours membre de l'Église de l'Unification après l'assassinat d'Abe et présenterait ses excuses au nom de l'Église pour les crimes présumés de son fils.
L'oncle paternel de Yamagami, le frère aîné de son père, qui a fourni de nombreux récits sur la famille de Yamagami, avait 77 ans lorsqu'Abe a été assassiné. Travaillant à l'origine dans le secteur des entrepreneurs en construction, il a obtenu une licence d'avocat et a créé son propre cabinet de conseil juridique à Osaka. Bien qu'il soit lui-même avocat, il ne représentera pas Yamagami lors de la procédure pénale de ce dernier. Après le suicide de Nakauchi Tetsuya le 31 décembre 1984 il apportait une aide financière à la famille de Yamagami depuis environ 20 ans, jusqu'en 2020, lorsque le Japon a été frappé par la pandémie de COVID-19. La mère de Yamagami lui demandait souvent de l'argent à donner à l'Église de l'Unification tout en négligeant ses enfants, au point qu'un jour il lui lança une tasse de thé dans un accès de rage. Durant toute l'année qui a suivi l'assassinat, Yamagami a refusé de répondre aux demandes de visite de sa mère au centre de détention, alors qu'il lisait et exprimait sa gratitude aux lettres de ses partisans.

## Assassinat de Shinzo Abe
Le 8 juillet 2022, Tetsuya Yamagami est apparu à 11h30 à la sortie nord de la gare Yamato-Saidaiji, à Nara, où Shinzo Abe prononçait un discours de campagne pour un candidat du Parti libéral-démocrate aux prochaines élections à la Chambre de conseillers. Abe était positionné à l'intérieur d'un îlot de circulation du carrefour, face à la gare. Yamagami était situé derrière Abe, avec une rue les séparant. Par la suite, Yamagami commença à s'approcher lentement d'Abe, passant inaperçu des gardes du corps d'Abe. Yamagami a ensuite tiré avec un fusil de chasse artisanal, apparemment sans toucher personne à proximité. En entendant le bruit, Abe tourna la tête pour regarder derrière lui. Yamagami fit quelques pas en avant et tira une deuxième balle. Abe a immédiatement montré des signes de douleur intense et s'est effondré au sol. Les gardes du corps d'Abe se sont précipités vers Yamagami et l'ont retenu au sol.

### Procédure pénale
Yamagami a été arrêté sur les lieux de l'assassinat, soupçonné de tentative de meurtre par la police préfectorale de Nara ; l'accusation a été transformée en meurtre après qu'Abe a été déclaré mort. Yamagami a été transféré au poste de police de Nara Nishi après son arrestation. Il a été décrit comme étant calme et n’ayant tenté aucune fuite,,.
Avant que des accusations formelles ne soient portées contre Yamagami,, il a été détenu à la maison de détention d'Osaka et a été évalué psychiatriquement pour déterminer s'il était mentalement capable d'être inculpé,,. L'évaluation devait initialement se terminer le 29 novembre, mais a été prolongée à la demande des procureurs jusqu'au 6 février 2023. Après un appel des avocats de Yamagami, la prolongation a été réduite et devrait prendre fin le 10 janvier.
Le 24 décembre 2022, le bureau du procureur du district de Nara a déterminé que Yamagami était suffisamment compétent pour être jugé pour meurtre, sur la base de facteurs tels que la capacité de fabriquer l'arme à feu qui aurait été utilisée lors de l'assassinat.
Le 10 janvier 2023, Yamagami a été transféré au poste de police de Nara Nishi pour poursuivre sa détention. Une accusation supplémentaire contre Yamagami pour violation de la loi sur le contrôle de la possession d'armes à feu et d'épées a été ajoutée par le bureau du procureur. Trois jours plus tard, Yamagami fut officiellement accusé du meurtre d'Abe.
Le 30 mars 2023, le bureau du procureur a ajouté deux autres chefs d'accusation, à savoir des violations de Loi sur la fabrication d'armes (ja) et des dommages matériels, ce qui porte le nombre total d'accusations portées contre Yamagami à quatre. L'accusation liée à la Loi sur les élections publiques (ja) a été rejeté parce que les procureurs ont déterminé qu'il n'y avait pas suffisamment de preuves pour étayer l'allégation.

## Réactions

### Idolisation
Depuis l'arrestation de Yamagami, il a été sympathisé et salué comme une icône au pays et à l'étranger. Des T-shirts imprimés avec la photographie de Yamagami lors de l'assassinat d'Abe étaient vendus sur les marchés en ligne chinois et étaient portés par certains Chinois lors d'événements publics. On[Qui ?] pense que cela est dû au négationnisme historique d'Abe en niant les crimes de guerre japonais commis en Chine, en rendant hommage aux criminels de guerre commémorés au sanctuaire Yasukuni et en faisant des déclarations pro-Taïwan.
Au Japon, la famille de Yamagami a reçu une somme considérable d'argent et des cadeaux comme de la nourriture, des vêtements et des livres via des sites de cadeaux en ligne de la part de ses partisans, selon son oncle. Lorsque le compte Twitter de Yamagami mentionné dans sa lettre pour Yonemoto a été divulgué au public le 17 juillet 2022, ses abonnés sur Twitter sont passés de zéro à plus de 45 000 en une journée. Beaucoup de ses tweets ont reçu de nombreux likes et retweets, jusqu'à la suspension de son compte Twitter le 19 juillet. Le 10 septembre 2022, à l'occasion du 42e anniversaire de Yamagami, il a reçu de nombreux messages de célébration et d'admiration sur les réseaux sociaux avec le hashtag « Anniversaire de Tetsuya Yamagami ». Des Japonais cosplayant l'apparence de Yamagami lors de l'assassinat d'Abe ont été aperçus lors d'événements tels que le rassemblement contre les funérailles nationales d'Abe. Ces cosplayers tenaient des pancartes en carton affichant les dirigeants contre lesquels ils s'opposaient : Abe, Ali Khamenei, Vladimir Poutine et Xi Jinping. Avant même que Yamagami ne soit officiellement jugé, le site de pétition en ligne Change.org avait reçu plus de 8 700 signatures, au 8 octobre 2022, qui plaidaient en faveur d'une réduction de la peine de Yamagami. Les sponsors de la pétition ont nié l'accusation des opposants selon laquelle ils approuvaient le meurtre, mais ont sympathisé avec Yamagami parce que ses souffrances en tant que shūkyō nisei n'étaient pas un cas isolé. Ils ont également vu que Yamagami travaillait dur pour se réhabiliter, et ont donc pensé que la société devrait lui donner une chance supplémentaire au lieu de le condamner à mort.
La version préliminaire de Revolution+1, un film biographique fictif  basé sur les reportages sur Yamagami réalisé par Masao Adachi, a été créée dans de petites salles à travers le Japon à l'occasion des funérailles nationales d'Abe. Certains cinémas ont annulé la projection après avoir reçu des plaintes du public, invoquant des raisons telles que le « manque de respect envers le défunt » et la « justification du terrorisme ».
Dans un éditorial de décembre 2022 The Japan Times qui traitait de l'assassinat d'Abe et de ses conséquences, la rédactrice en chef Kanako Takahara a commenté que la raison pour laquelle Yamagami a pu attirer autant de sympathie de la société est parce que « les enquêtes montrent que [Yamagami] a vécu une expérience très traumatisante » et « la colère ou les émotions impliquées ont simplement été transférées aux problèmes impliquant l'Église de l'Unification », tout en admettant que ce que Yamagami aurait fait était mal.